# Morski vepar
Plectorhinchus mediterraneus (morski vepar), vrsta ribe porodice Haemulidae, red Perciformes. Živi na muljevitom i pjeskovitom dnu u istočnom Atlantiku od Kanarskih otoka do Portugala te uz zapadnu obalu Afrike do Angole, a također i zapadnom Mediteranu. Naraste maksimalno 80.0 cm, uobičajeno 60.0 cm i težina 7,920 g. Neki primjerci uhvaćeni su i u Jadranu (Trščanski zaljev).
Hrani se zoobentosom i zooplanktonom. Klasificirao Guichenot, (1850).